# Antonio Samorè
Antonio Samorè, italijanski rimskokatoliški duhovnik, škof in kardinal, * 4. december 1905, Bardi, † 3. februar 1983, Rim.

## Življenjepis
10. junija 1928 je prejel duhovniško posvečenje.
30. januarja 1950 je bil imenovan za naslovnega nadškofa Ternobusa in za apostolskega nuncija v Kolumbiji; 16. aprila istega leta je prejel škofovsko posvečenje.
7. februarja 1953 je postal tajnik v Rimski kuriji.
26. junija 1967 je bil povzdignjen v kardinala in imenovan za kardinal-duhovnika S. Maria sopra Minerva. 25. septembra istega leta je postal predsednik znotraj Rimske kurije.
1. novembra 1968 je bil imenovan za prefekta Kongregacije za disciplino zakramentov, 25. januarja 1974 za arhivista Vatikanskih tajnih arhivov in istočasno za knjižničarja Vatikanske knjižnice in 12. decembra istega leta za kardinal-škofa Sabine e Poggio Mirteta.